# Jumbo's
Jumbo's fue un restaurante del barrio Little River de Miami, Florida, Estados Unidos. Inicialmente se llamó Jumbo Frank's antes de que una familia de Pensilvania comprara el negocio y posteriormente pasara a llamarse simplemente Jumbo's. Sus propietarios lo identificaron como el primer restaurante propiedad de blancos en Miami que empleaba y servía a personas negras, habiéndolo hecho a finales de la década de 1960. El restaurante cerró en julio de 2014 después de casi 60 años de actividad sirviendo platos que incluían pollo frito y camarones.

## Historia
Después de haber operado previamente bajo el nombre de Jumbo Frank's, el restaurante fue comprado por una familia de Gibsonia (Pensilvania), en 1955; luego fue rebautizado y operado como Jumbo's. El restaurante estaba ubicado cerca de la intersección de la Séptima Avenida y la Calle 75 Noroeste en Little River. Según los propietarios, Jumbo's se convirtió en el primer restaurante propiedad de blancos en Miami en emplear y servir a personas negras, a partir de finales de la década de 1960. Cabe destacar que allí trabajaban tres personas de raza negra y que, como consecuencia de este cambio, treinta empleados blancos renunciaron.
El restaurante no se vio afectado durante los disturbios de Miami de 1980, y algunas personas que participaron en los disturbios civiles fueron a Jumbo's después de que concluyeron. En 2005, el comedor del restaurante sufrió daños importantes tras el huracán Wilma, con daños por un valor total de más de 400 000 dólares. Siete años después, el restaurante sufrió daños nuevamente cuando una camioneta chocó contra un vehículo estacionado en el estacionamiento del restaurante; el automóvil impactado fue empujado hacia la entrada y el comedor, matando a dos personas que estaban afuera del restaurante.
El restaurante fue incluido en el Registro del Congreso en 2005, y fue nombrado uno de Clásicos de Estados Unidos por la Fundación James Beard en 2008. El Miami New Times describió el restaurante como «el templo del camarón frito». En su carta se servían sobre todo caracoles, pollo frito y camarones. Cerró después de casi 60 años en el negocio durante julio de 2014, y se vendió a un desarrollador por US$490 000 para convertir el sitio donde se encontraba el restaurante en un complejo de viviendas asequibles.